# السرب الثالث (القوات الجوية الملكية السعودية)
السرب الثالث هو سرب قتالي تابع للقوات الجوية الملكية السعودية ويحتوي على طائرات يوروفايتر تايفون ومقرة قاعدة الملك فهد الجوية.